# 1-Naftalenometanol
1-Naftalenometanol é o composto orgânico de fórmula linear C10H7CH2OH e massa molecular 158,20. Apresenta ponto de fusão de 61-63 °C e ponto de ebulição 301 °C a 715 mmHg. É classificado com o número CAS 4780-79-4, número EC 225-324-1, número MDL MFCD00004044 e PubChem Substance ID 24851106.